# Prophet-Elija-Kathedrale (Haifa)
Die Prophet-Elija-Kathedrale (arabisch كَاتِدْرَائِيَّة مَار إِلْيَاس, DMG Kātidrāʾiyyat Mār Ilyās, hebräisch קָתֶדְרָלַת אֵלִיָּהוּ הַנָּבִיא Qatedralat Elijjahū haNavī, deutsch ‚Kathedrale Elijas des Propheten‘) ist eine melkitische griechisch-katholische Kirche im Range einer Kathedrale in Haifa, Israel. Sie ist Bischofskirche der Erzeparchie Akko, Haifa, Nazareth und ganz Galiläa, deren Bischof Griguri Hajjar seine Kathedra 1922 nach Haifa verlegt hat. Die Erzeparchie, deren Diözesangebiet heute ganz Israel umfasst, ist mit gut 70.000 Getauften zahlenmäßig die größte christliche Gemeinschaft Israels und Teil des Katholizismus im Lande. Etwa 60 % aller israelischen Christen sind katholische Melkiten. Auch in Haifa stellen sie die größte konfessionelle Gruppe unter den Christen der Stadt.

## Lage
Die Kathedrale befindet sich an einer Straßenkreuzung in HaʿIr haTachtit nahe dem Stadtviertel Wadi Nisnas. Das Grundstück mit der Adresse Rechov ʿEjn Dor 23 (רחוב עין דור) hatte die Kirchengemeinde von Familie Abyaḍ erworben, nachdem dort schon vorher mietweise ein Gemeindetreff bestanden hatte. Auf dem eingefriedeten Grundstück richtet sich die Westfassade der Kathedrale zum Rechov ʿEjn Dor, während sich die südliche Längsseite entlang der Derech Allenby erstreckt.

## Geschichte

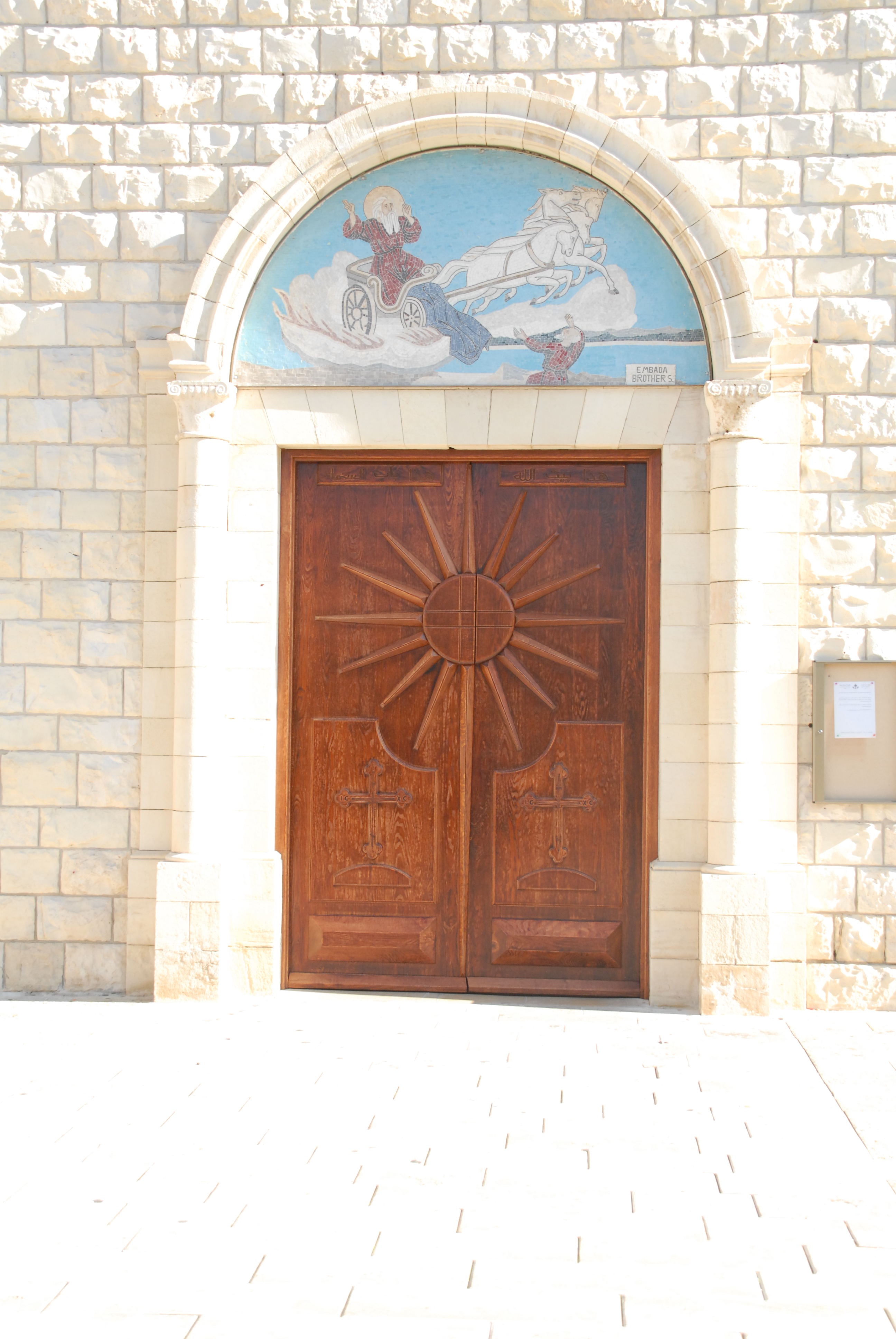
Hauptportal mit Mosaik der Himmelfahrt Elijas

Das Kirchengebäude verdankt seine Entstehung der Initiative eines Vereins von Parochianen, die eine weitere Betstätte ihrer Gemeinde in Haifa wünschten, deshalb anfangs Vereinskirche / كنيسةُ النّادي genannt und wesentlich gefördert durch Haifas Gemeindepriester (ab 1922) Archimandrit Basilius Asʿad Qassis (بَاسِيليُوس أَسْعَد قَسِّيس, DMG Bāsīlyūs Asʿad Qassīs aus Miʿilya; 1908 ordiniert, 1962 gestorben in Tyros, ab 1911 Bischofsvikar der Eparchie Akko, Haifa, Nazareth und ganz Galiläa und in Akko Archimandrit 1911–1922). Der Bau entstand 1938/1939 nach Plänen Samiḥ ʿAṭallahs (سميح عطا الله) unter dem Episkopat von Bischof Griguri Hajjar (غريغوري حجار, DMG Ġrīġūrī Ḥaǧǧār, französisch Grégoire Haggiar; 1875–1940), der den Bau veranlasste und am 9. April 1939 weihte.
Zwischen 1922 und dem Krieg um Israels Unabhängigkeit diente die Liebfrauenkirche am Kikkar Paris, ebenfalls in HaʿIr haTachtit, als Kathedrale. Begonnen 1859:70 diente deren 1862 fertig gestellter Bau der wachsenden Zahl katholischer Melkiten als Kirche, nachdem die arabische Einwanderung vom Libanon (von dort vor allem Maroniten:70) und aus anderen Teilen der Levante den christlichen Anteil an der Ortsbevölkerung bis 1856 schon auf 40 % gehoben hatte,:60 was eigene Kirchen der verschiedenen katholischen Konfessionen, die vorher zusammen die intra muros am damaligen Westtor der Stadt gelegene Karmelitenkirche Elias des Propheten weit unterhalb des Karmels Stella Maris nutzten,:68 vom Aufwand her möglich und vom Platzbedarf her erforderlich machte.
Mit dem Bau der Jesreʾeltalbahn bis 1904 und dem Ausbau und Aufleben des Hafenbetriebs mit Bahnanschluss wuchs Haifas Bevölkerung. Muslime zogen verstärkt aus Galiläa und dem Libanon zu, deren viele als Bahn- und Hafenarbeiter ihren Lebensunterhalt fanden, wodurch sie bis 1910 zur größten Religionsgemeinschaft der Stadt avancierten, nicht aber zur Mehrheit.:128 Die zweite bedeutende Gruppe an Zuzügen waren jüdische Araber, vor allem aus Nordafrika,:149 und jüdische Türken.:71 Nach 1920 wurde Haifa größte Stadt des Mandatsgebiets, wobei zuwandernde Muslime deren Zahl von etwa 9.400 mehr als verdoppelten, wie auch die gut 6.000 Juden der Stadt sich durch natürliche Geburten und Zuzug auf 16.000 verstärkten.:151
Dagegen fiel der christliche Bevölkerungsanteil in Akko, dessen Angehörige, vor allem wirtschaftliche Eliten, zahlreich nach Haifa verzogen.:118 Katholiken im Heiligen Land genossen konsularisches Bemühen Frankreichs, vielfach erlangten sie dessen Protektion bis hin zur Staatsbürgerschaft.:70, 79 und 130
Wie der Name der Eparchie anzeigt, hatte sie vor 1922 ihren Bischofssitz in der Apostel-Andreas-Kathedrale in Akko, das in wirtschaftlicher und demographischer Hinsicht um diese Zeit seinen Vorrang gegenüber Haifa an dieses verloren hatte.:119 Die Verlegung des Bischofssitzes war Ausdruck dieses Wandels, war doch Haifa zunächst die bevölkerungsreichste Stadt Mandats-Palästinas und, nachdem Tel Aviv sie 1938 überholte, dann bis 1967 die zweitgrößte in Israel.
Im Bürgerkrieg zwischen arabischen und jüdischen Palästinensern verließen bis Ende April 1948 viele nichtjüdische arabische Haifaner die Stadt, arabische Juden dagegen blieben, auf Befehl des arabischen lokalen Nationalkomitees (NC), das am 22. April 1948 einen ausgehandelten Waffenstillstand unter Zusicherung des Schutzes arabischer Zivilisten mit der jüdischen Seite auf höheren Befehl unter Androhung von Repressalien des Arabischen Höheren Komitees ausschlagen musste. Stattdessen ordnete Haifas NC die Evakuierung nichtjüdischer arabischer Haifaner per Schiff an, jedoch konnte es – ohne Machtmittel seit die arabischen Kämpfer sich am 22. April ergeben hatten – die zu Evakuierenden nur mit Warnungen beeinflussen, dass nach einer siegreichen arabischen Einnahme Haifas dagebliebene Araber als Kollaborateure einer jüdischen Heimstatt bzw. Verräter der arabischen Sache, eine solche im Heiligen Land zu verhindern, angesehen und entsprechende Behandlung zu gewärtigen haben würden. Dennoch blieben etwa 3.000 arabische Nichtjuden,:152 darunter viele Melkiten. Im Jahre 2021 betrug die Zahl der Christen unter den Einwohnern der Stadt 16.500, zu über drei Vierteln Israelis arabischer Ethnizität, deren Angehörige 2016 insgesamt etwa 30.000 in Haifa zählten.

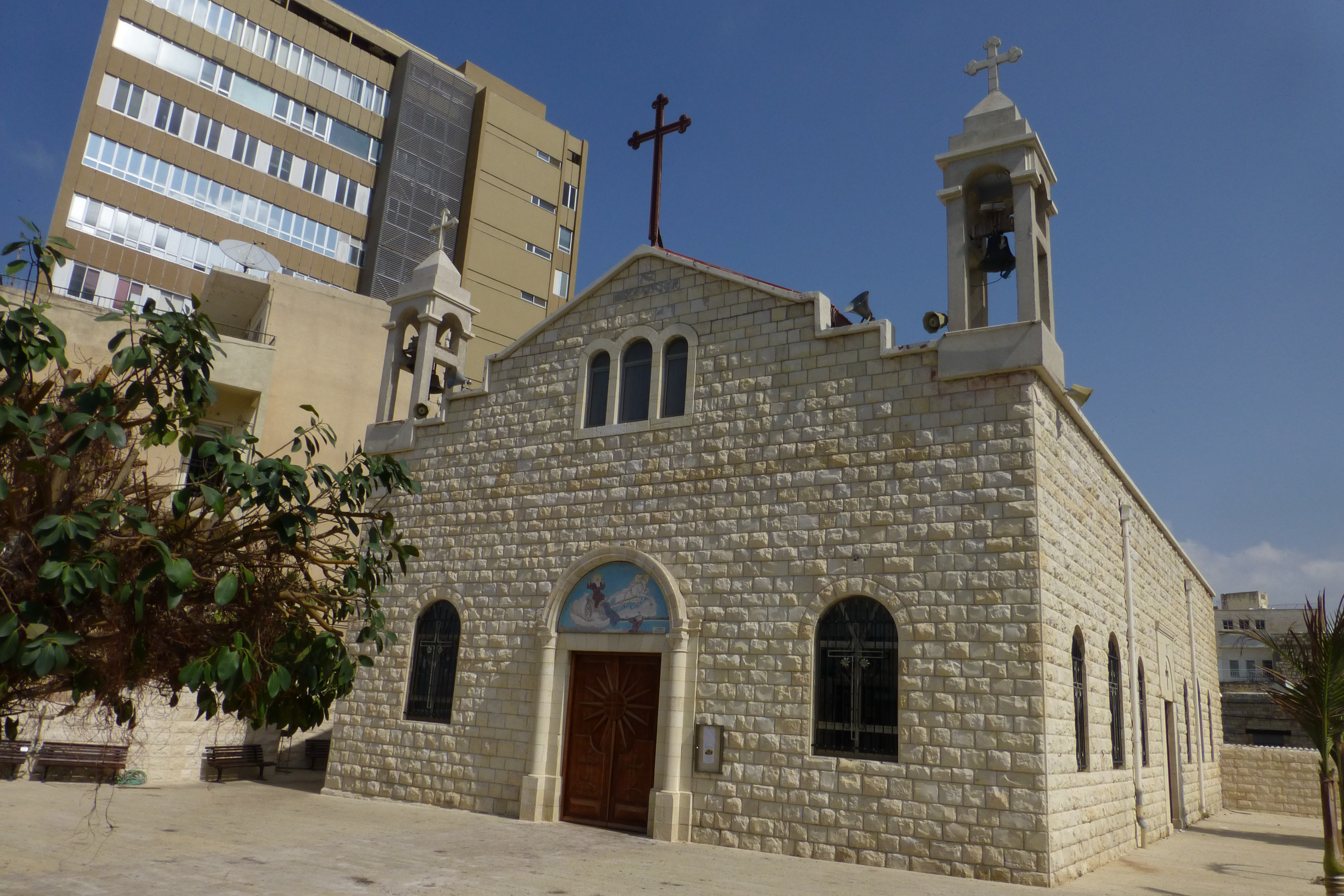
Kathedrale von Südwest mit Westgiebel und südlicher Längsseite, 2013

Nichtjüdische Araber, die geblieben waren, stellte die Regierung Israels nach dessen Unabhängigkeit am 14. Mai 1948 zunächst unter Militäraufsicht mit beschränktem Bewegungsradius. Dazu wies die Regierung arabischen Haifanern Wohnsitze im Viertel Wadi Nisnas an, das in der Mandatszeit das Gros der zuziehenden Christen aufnahm, deren Zahl von 9.000 vor dem Ersten Weltkrieg bis 1930 auf 14.000 anwuchs.:151 Haifas Melkiten gaben Ende der 1940er Jahre die Liebfrauenkirche auf (sie wurde ab 1982 wiederbelebt) und die Prophet-Elija-Kirche wurde Sitz des Bischofs (seit 1964 des Erzbischofs) und damit Kathedrale.
Die Erzeparchie ließ 1973/1974 die Kathedrale renovieren, dabei wurden die beiden Bilder am Westportal aus der Liebfrauenkirche übertragen, die als Mutterkirche der melkitischen Katholiken Haifas galt und gilt.
Als Kathedrale der größten christlichen Konfession Israels ziehen Amtseinführungen der Erzbischöfe Gäste aus dem In- und Ausland an, wie am 4. Juni 2019 bei der Einführung Erzbischof Youssef Mattas als Metropolit der Erzeparchie. An der Zeremonie nahmen neben Dutzenden lokalen Größen aus Kirchgemeinden und Stadtgesellschaft (Haifas Bürgermeisterin Einat Kalisch-Rotem) auch religiöse Leitungsfiguren teil (Drusen-Scheich Muwaffaq Tarif, der Erzbischof von Jerusalem, der Lateinische Patriarchalvikar Giacinto-Boulos Marcuzzo), sowie Diplomaten (Botschafter Ägyptens Chalid ʿAzmi, Belgiens Olivier Belle, Deutschlands Susanne Wasum-Rainer und des Vatikans Nuntius Leopoldo Girelli) und ferner Politiker (Muhammad Barakah, Ayman Odeh und weitere).
Agapios Abu Saʿada (اغابيوس ابو سعدة), Archimandrit an der Kathedrale, hielt am 15. Mai 2022 eine Messe in Andenken an die katholische Melkitin Schīrīn Abū ʿĀqilahs, die in der Woche zuvor in einem Schusswechsel ums Leben kam. Der tragische und kontrovers diskutierte Tod der Journalistin bewog viele Christen unterschiedlicher Konfessionen an der Trauerfeier teilzunehmen, darunter Ayman Odeh, Listenführer der Vereinten Liste, Gemeindeglieder und Wadih Abu Nassar, spanischer Honorarkonsul in Haifa, und auch Vertreter des melkitisch griechisch-orthodoxen Gemeinderates in Haifa.

## Kirchengebäude
Das Kirchengebäude ist aus Stein errichtet und orientiert. Auf der westlichen Schmalseite des Baus erhebt sich ein gestufter Giebel, den in der Mitte ein hohes christliches Kreuz bekrönt. Die Ecken des Westgiebel flankieren schlanke Türmchen, worin Glocken hängen. Die Türmchen tragen ebenfalls Kreuze, überragen aber nicht das Giebelkreuz. Das flächig geschmiedete Kleeblattkreuz auf dem Westgiebel, wie eingangs zu sehen, wich 2014 einer Neuanfertigung, geschmiedet von Amir Balan (أمير بلان) nach Entwürfen des Archimandriten Agapios. Das neue Kreuz ist eine fünf Meter hohe durchbrochene Schmiedearbeit von 400 Kilogramm Gewicht und farblich in Gold, Schwarz und Silber gehalten.
In der Westfassade befindet sich das Hauptportal, darüber eine Lünette mit Mosaik der Himmelfahrt des Propheten Elija bekrönt, der in einem Streitwagen gen Himmel auffährt und seinen Umhang dem Propheten Elischa zuwirft. Oberhalb des Mosaiks hängt mittig ein Relief, das früher auf der westlichen Toreinfahrt der Einfriedung am Rechov ʿEjn Dor prangte, den Propheten Elias darstellend, wie er polytheistisch-heidnische Baʿalspriester niedermacht. Im oberen Giebelfeld befindet sich ein Triforium mit Buntglasfenstern.
Das Westportal schmücken geschnitzte hölzerne Kirchentüren. Auf der Innenseite hängt über dem Eingang eine große, quadratische Ikone, die Jesus und Maria von Nazareth darstellt, um sie herum die vier Herolde, die auf sie weisen. Über der westlichen Eingangstür ist innen eine Empore.

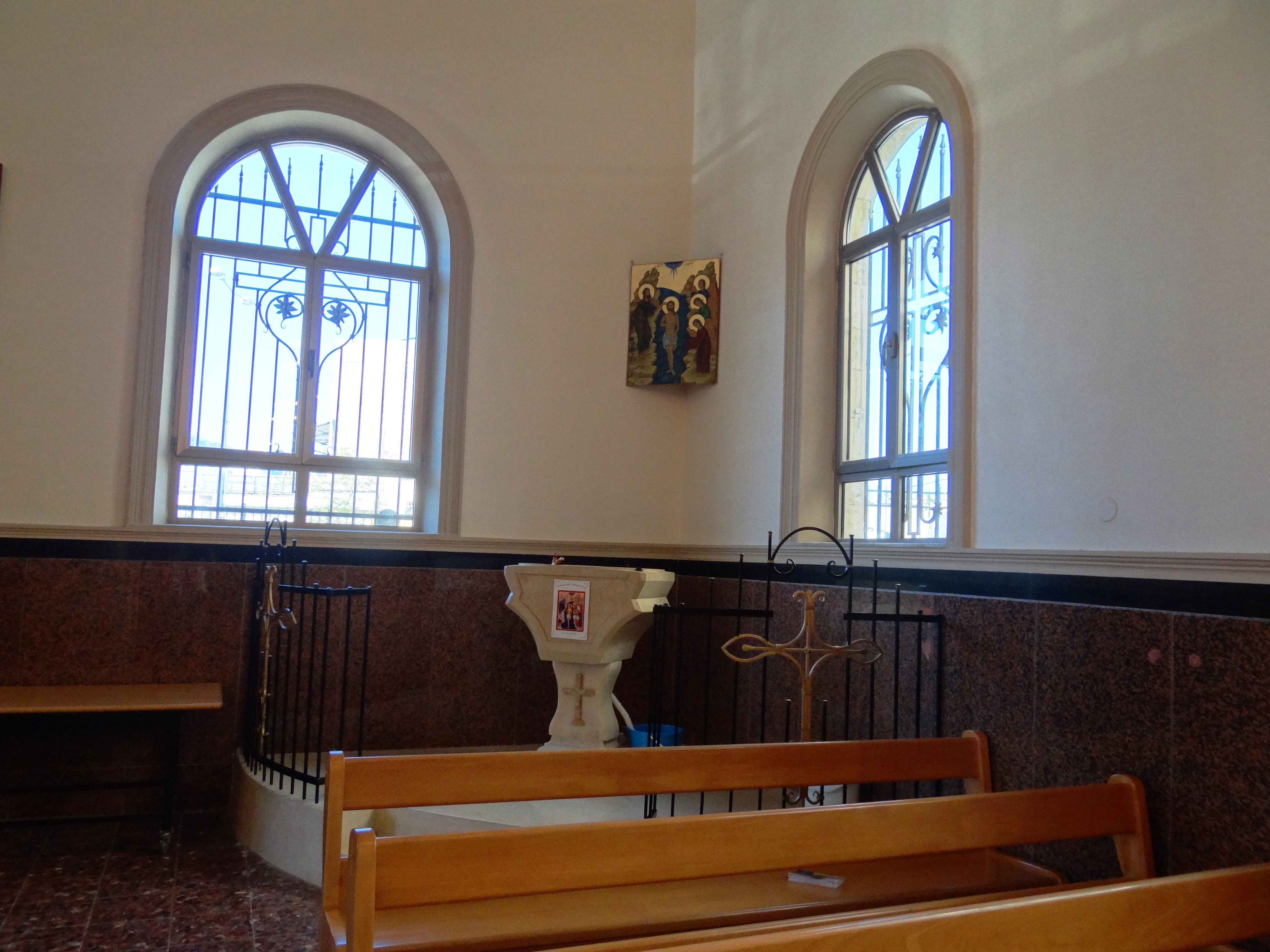
Taufgehege im Südwesteck der Kathedrale, 2011

Links innen vom westlichen Eingang steht auf einem erhöhten Steinpodest ein steinernes Taufbecken und darüber eine Ikone, die die Taufe Jesu durch Johannes den Täufer darstellt.
Im Kirchsaal dominieren Blau- und Goldtöne der flächig blau gestrichenen Flachdecken, in die goldene Sterne eingearbeitet sind. Die tragenden Holzbalken der Decke sind ebenfalls in Gold gefasst. Der Innenraum ist durch zwei Reihen schlanker Marmorsäulen, die in ionischen Kapitellen enden, in drei Schiffe gegliedert. Das mittlere ist etwas höher als die seitlichen Schiffe und schließt in einem Obergaden ab, beleuchtet durch Rundbogenfenster an den Längs- und Triforien an den Schmalseiten. Diese Fenster verfügen über Buntglasarbeiten geometrischer Körper und Pflanzen. Von der Decke hängen goldene Lüster, in die Heiligenbilder eingefasst sind.
Die Ikonostasis trennt im byzantinischen Ritus die Bema vom übrigen Kirchraum und verwehrt der Gemeinde den Blick dahin. In der Elijakathedrale schmücken die Ikonostasis mit ihren drei Durchgängen, darunter der mittlere, die den Priestern und Diakonen vorbehaltene königliche Tür, Ikonen in dreifacher Reihung übereinander.

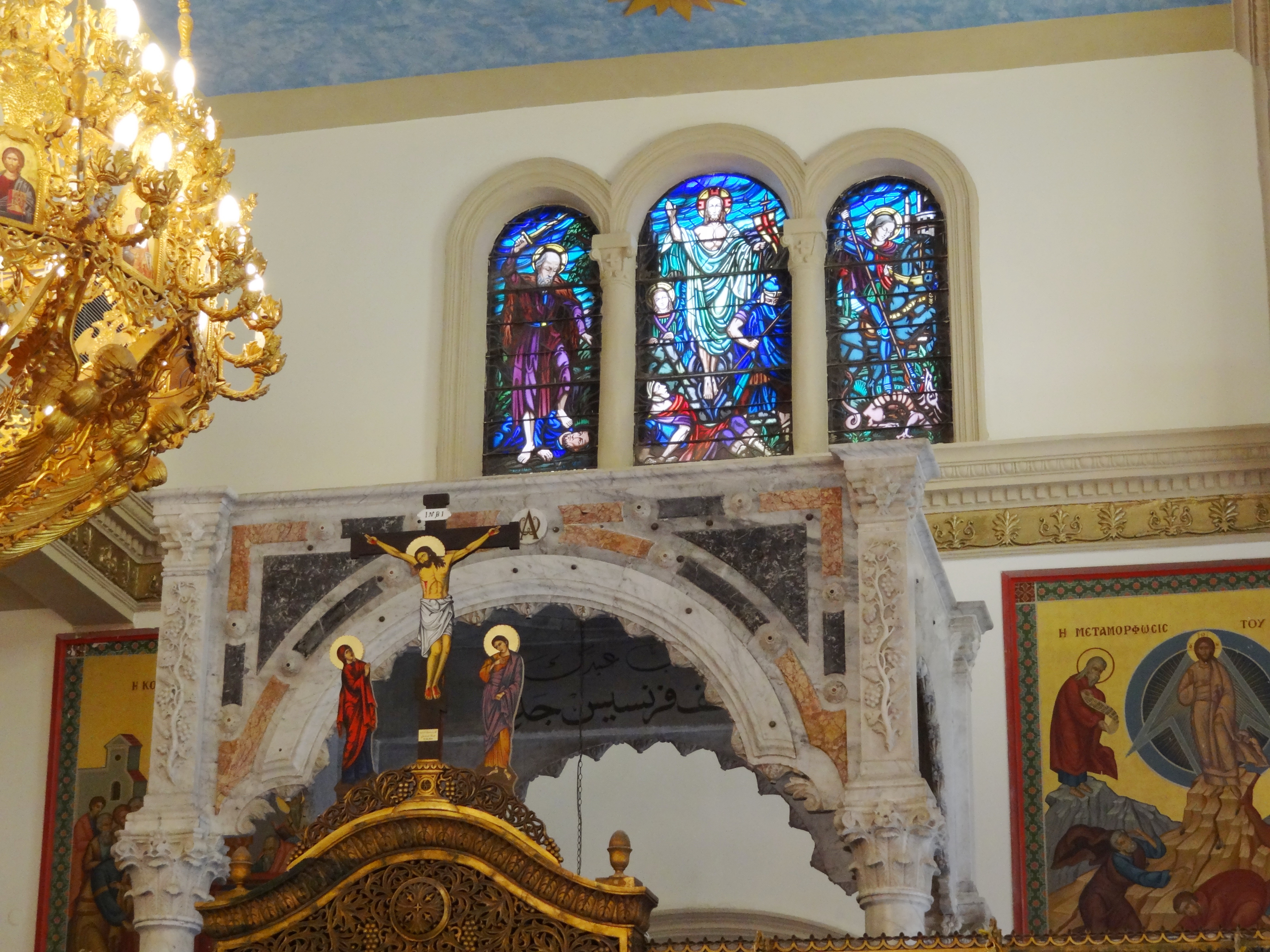
Lüster unter blauer Decke vor Kreuzigungsgruppe auf königlicher Tür, Ziborium der Bema und Triforium der Ostwand, 2011

Die königliche Tür flankieren Ikonen Jesu von Nazareth (rechts) und Mariens mit dem Kinde (links). Ungewöhnlicherweise zeigt die zweite Ikone links der königlichen Tür nicht Elija, unter dessen Patronat die Kirche steht, sondern den Heiligen Georg, den Drachen tötend. Die königliche Tür überspannt eine lünettenförmige Darstellung des Letzten Abendmahls Jesu beim Seder, bekrönt von einer hölzernen Darstellung der Kreuzigung.
An der oberen östlichen Wand prangen zwei Ikonen, die die Entschlafung der Jungfrau Maria (links) und die Verklärung Christi (rechts) zeigen, und im Triforium darüber befindet sich eine Buntglasarbeit, die wieder den Heiligen Georg zeigt, der den Drachen tötet (rechts), Christus in seiner Auferstehung, in seiner Linken ein Kreuz haltend, das wie ein Wunder wirkt (Mitte), und Elija, der sein Schwert über einen der Baʿalspriester schwingt (links).

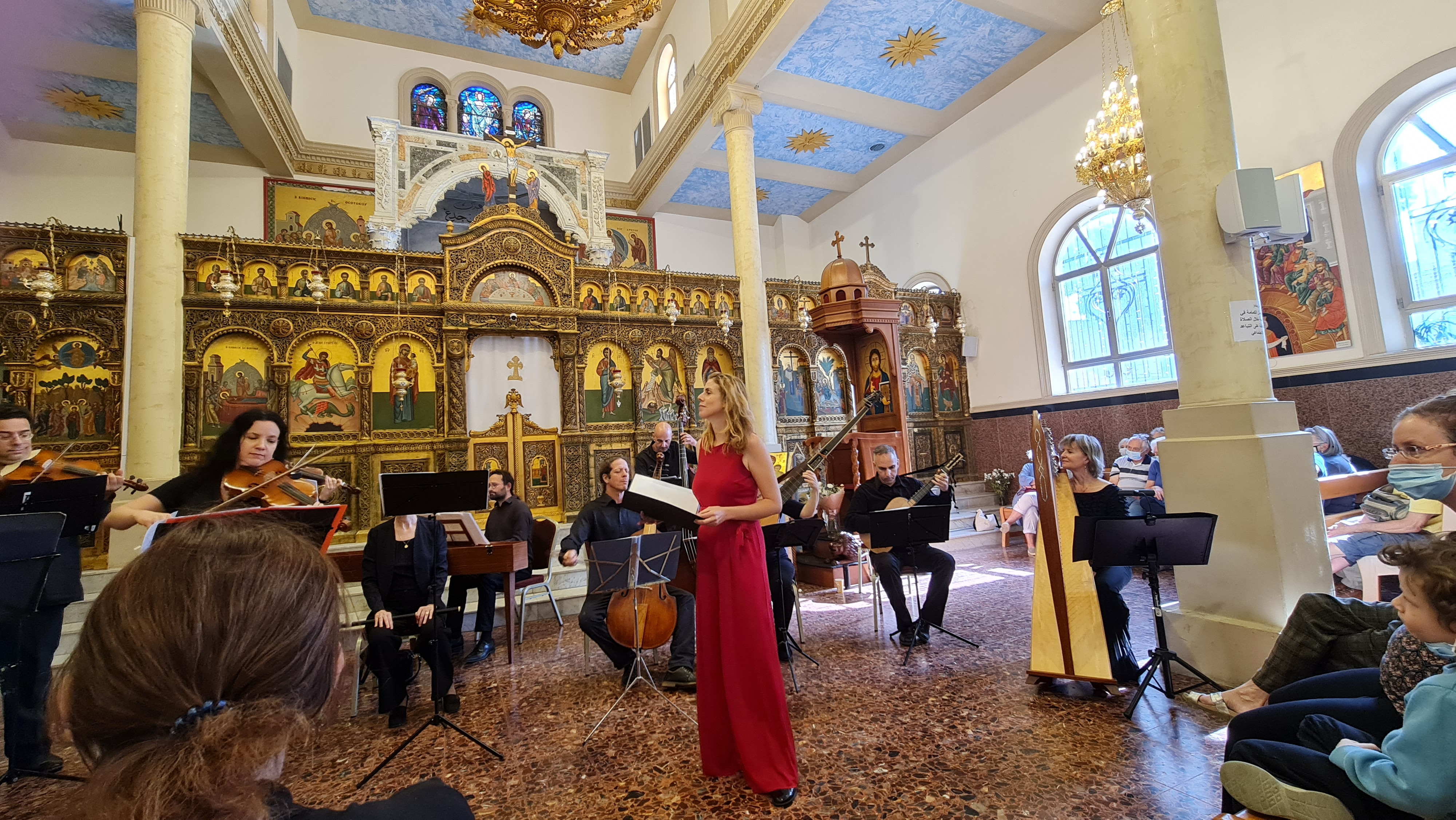
Konzert des Ensembles Barrocade mit Sopranistin Yeʿela Avital in der Kathedrale, 13. November 2021

## Kultur
Die Elijakathedrale ist auch Schauplatz kultureller Veranstaltungen. Zudem gibt die Kathedrale seit über zehn Jahren künstlerischen Darbietungen wie verschiedenen Chören oder Musikensembles eine Bühne. Ha-Ansambal ha-Qōlī ha-Jisrəʾelīt (הָאַנְסַמְבָּל הַקּוֹלִי הַיִּשְׂרְאֵלִי ‚das Israelische Vokalensemble‘) unter Yuval Ben Ozer (יוּבָל בֵּן עוֹזֵר Juval Ben ʿŌser) gab anlässlich seines 30-jährigen Bestehens eine Konzertreihe in der Kathedrale, unter anderem am 22. Oktober 2022 gemeinsam mit dem Instrumentalensemble Barrocade (2007 gegründet) ein Konzert in historischer Aufführungspraxis mit Motetten Johann Sebastian Bachs und am 2. Dezember 2022 das Konzert Crescendo for Love mit Stücken von Johannes Brahms (Liebeslieder, Walzer), Benjamin Britten (‘The Ballad of Little Musgrave and Lady Barnard’) und Freddie Mercury (Love of my life).

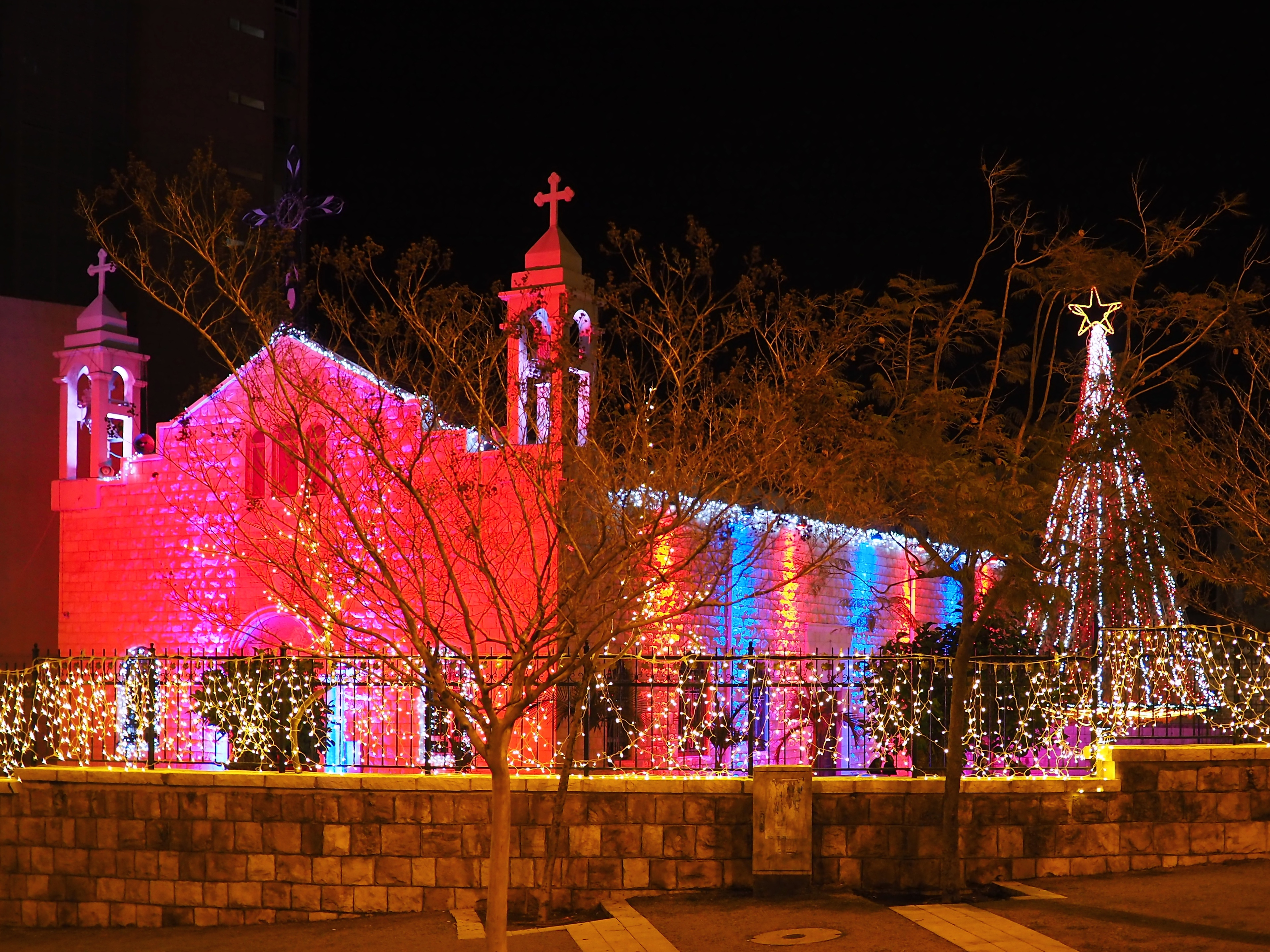
Kathedrale im Weihnachtsschmuck, 2016

Jedes Jahr in der Adventszeit schmückt die Gemeinde die Kathedrale außen mit einem großen, dekorierten Weihnachtsbaum, während innen ein Weihnachtsmarkt stattfindet. In der Fastenzeit verabreden sich Haifas Christen verschiedener Bekenntnisse zu gemeinsamen Palmsonntagsprozessionen, angeführt von christlichen Pfadfindern, wozu die teilnehmenden Konfessionen sich wahlweise auf den gregorianischen oder julianischen Termin einigen. Die Kathedrale ist dabei einer der Startpunkte der Festumzüge, die sternförmig zusammenlaufen.

## Pastoren
- Pastor: Hochwürden Karim Choury
- Hilfspastoren: Hochwürden Charles Dib und Hochwürden Imad al-Ḥaǧǧ

## Filialkirchen

### Auferstehungskirche
Die Auferstehungskirche (كنيسة القيامة Kanīssat al-Qiyāmah, כְּנֵסִיַּת תְּחִיָּה Knessijjat Tchijjah) auf dem Friedhof im südwestlichen Haifa an der nördlichen Karmelküste östlich des Bahnhofs Haifa Chof haKarmel entstand 1978, um Angehörigen dort Gelegenheit zum Totengebet zu geben.

### Erzengel-Gabriel-Kirche

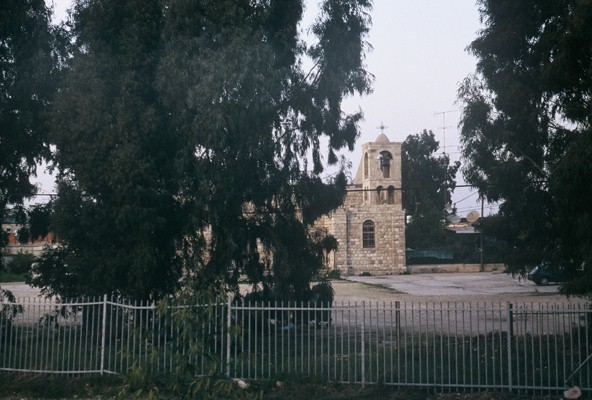
Erzengel-Gabriel-Kirche, 2001

Die Gabrielskirche (كنيسة الملاك جبرائيل Kanīssat al-Malāk Ǧabrāʾīl, כְּנֵסִיַּת הַמַּלְאָךְ גַּבְרִיאֵל Knessijjat ha-Malʾach Gavrīʾel) in Bat Gallim entstand für die wachsende Zahl der Parochianen in diesem Viertel. Bischof Ġriġuri Ḥaǧǧar gewann Fuʾad Saʿad dafür, einen Getreidekaufmann und Ölhändler,:133 die Kirche zu erbauen, 1930 war sie fertig. Auch sie wurde 1948 zunächst aufgegeben. Nach dem Einsturz des Daches 1972 nur notdürftig geflickt blieb sie unbetretbar. Im Jahre 2003 schließlich, als der Apostolische Administrator Metropolit Georges Nicolas Haddad vom Bauzustand erfuhr, leitete er die Restaurierung ein. Die Kirche wird gelegentlich und zu besonderen Anlässen genutzt, um abendlich Kirchenlieder während der Feiertage zu zelebrieren. Die katholischen Melkiten gewähren hier der ukrainischen griechisch-katholischen Gemeinschaft, die im Zuge der ukrainischen Einwanderung entstanden ist, Gastrecht.

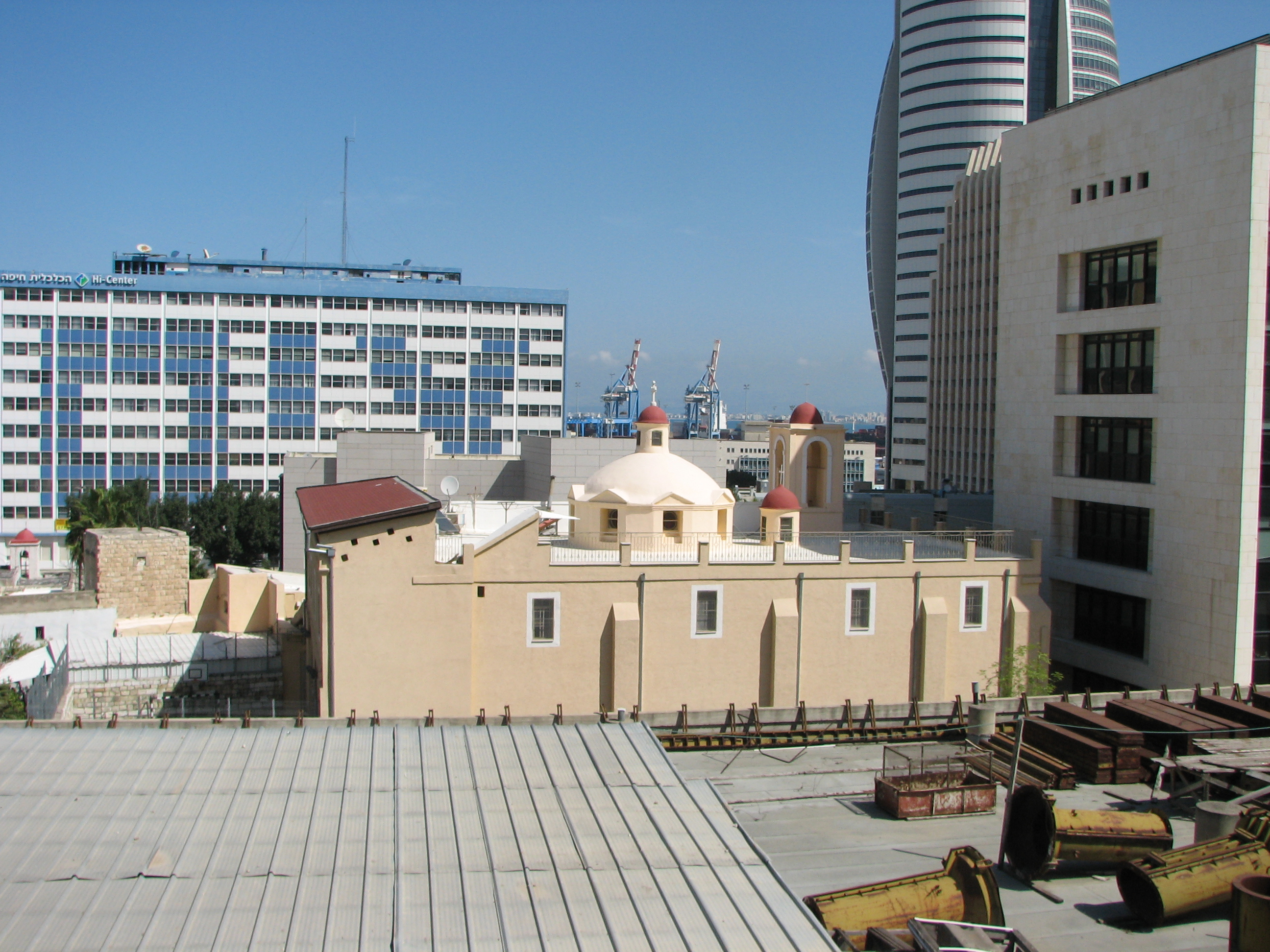
Liebfrauenkirche, 2011

### Liebfrauenkirche

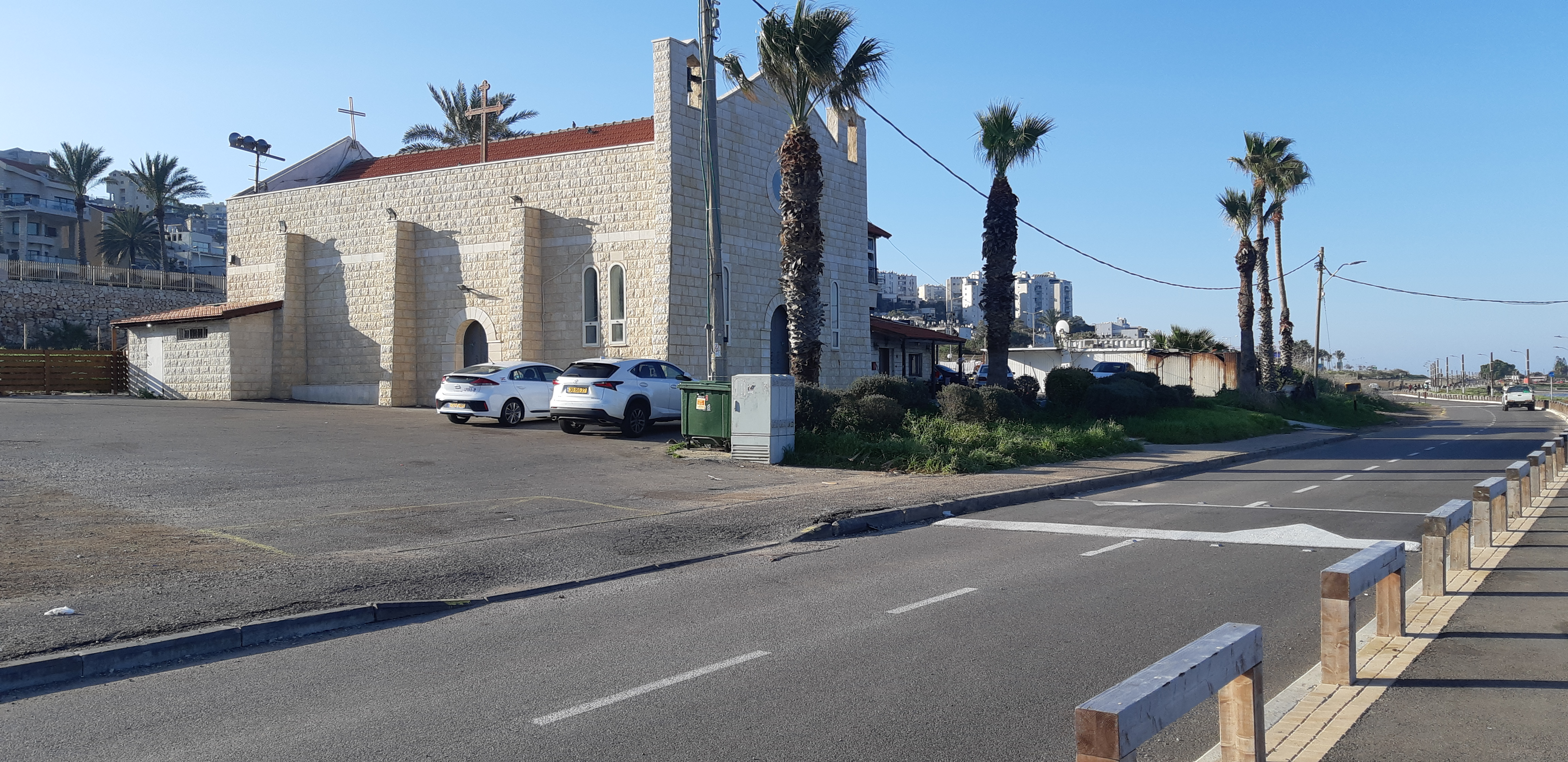
Gregoriuskirche, 2021

Die Protokathedrale Liebfrauenkirche (كنيسة السيدة Kanīssat as-Sayidah, כְּנֵסִיַּת גְּבִירָתֵנוּ Knessijjat Gvīratenū), adressiert mit Sderot Paljam 10, aber etwas südlich der Straße gelegen, die nach Aufgabe 1948 seit 1982 restauriert wurde, gehört heute zum kirchlichen Zentrum Bayt al-Niʿamah/Beit Chessed (Haus der Gnade) für die Resozialisierung Strafentlassener. Bei wichtigen Anlässen und Festen werden in dieser Kirche heute wieder Gebete und religiöse Zeremonien abgehalten.

### Sankt-Gregorius-Kirche
Mit der Zunahme der Mitgliederzahl im Wadi al-Dschimal (auch ʿEjn haJam) beschloss Bischof Ḥaǧǧar 1934, dort eine Kirche errichten zu lassen. Wegen des Großen Arabischen Aufstands (1936–1939) endete der Bauprozess erst zu Beginn der 1940er Jahre und die Eindeckung mit Dachziegeln unterblieb einstweilen wegen des Ausbruchs des Zweiten Weltkriegs. Da Ġriġuri Ḥaǧǧar 1940 bei einem Verkehrsunfall in der Nähe der in Bau befindlichen Kirche ums Leben kam, wurde sie nach Vollendung als Gregoriuskirche (كنيسة مَار غريغوري Kanīssat Mār Ġrīġūrī, כְּנֵסִיַּת גְּרֶגֹוֹרְיוּס Knessijjat Gregōrjūs) geweiht und damit Gregor von Nazianz, dem Namenspatron des Bischofs gewidmet. Sie liegt direkt an der Uferstraße Rechov Hubert Humphrey (רְחוֹב יוּבֶּרְט הַמְפְרִי Rɘchōv Hubert Humphrey) am Mittelmeer und der Fernstraße Kvisch  parallel zur Küste und dient den lokalen Mitgliedern zum sonntäglichen Kirchgang und besonderen Anlässen.